# Kanton Laxou
Kanton Laxou (fr. Canton de Laxou) je francouzský kanton v departementu Meurthe-et-Moselle v regionu Grand Est. Tvoří ho dvě obce.

## Obce kantonu
- Laxou
- Villers-lès-Nancy